# Vladislav Bykanov
Vladislav Bykanov (in ebraico ולדיסלב ביקנוב‎?, in ucraino Владислав Биканов?; Leopoli, 19 novembre 1989) è un pattinatore di short track israeliano.
In carriera ha vinto una medaglia d'oro ai campionati europei di short track di Dordrecht 2015 nei 3.000 metri ed una di bronzo a quelli di Torino 2017 nei 1.500 metri.

## Palmarès
- Europei

Dordrecht 2015: oro nei 3000 m.
Torino 2017: bronzo nei 1500 m.
Dresda 2018: oro nei 3000 m, argento nella classifica generale e bronzo nei 1500 m.
Dordrecht 2019: argento nei 3000 m.
Debrecen 2020: bronzo nei 1500 m.